# Hospital de Órbigo
Hospital de Órbigo  es un municipio y localidad española de la provincia de León, en la comunidad autónoma de Castilla y León. Cuenta con una población de 956 habitantes (INE 2024). En el municipio se encuentra también la localidad de Puente de Órbigo.

## Historia
En la Edad Media existía un pequeño poblado en la orilla izquierda del río Órbigo que se había ido formando alrededor de la iglesia de Santa María. Se llama Puente del Órbigo. A finales del siglo XVI se organizó otro poblado junto al antiguo hospital de peregrinos, en la orilla derecha del río. El hospital había sido fundado por la orden de Caballeros de San Juan de Jerusalén. Este poblado tomó el nombre de Hospital de Órbigo.
Hospital de Órbigo fue testigo y protagonista a lo largo de la historia de algunos hechos importantes: allí se libró una batalla en el año 456 entre los partidarios de Teodorico y los de Requiario. Se cree que Almanzor pasó por esta localidad y atravesó el viejo puente cuando transportaba las campanas requisadas en Santiago de Compostela, de camino hacia Córdoba. En el siglo XIX, los habitantes de Hospital destruyeron los dos extremos del puente para impedir el paso a las tropas de Napoleón.
Este pueblo tiene gran tradición en productos agrarios. En 1890 Francisco y don Pedro Blanco de Sierra Pambley fundaron la Escuela de Ampliación de Instrucción Primaria y de Agricultura. Gran parte de los habitantes trabajan en fábricas de piensos y leche. El sector de servicios está progresando así como el sector de turismo.

### Camino de Santiago
Hospital de Órbigo es un paso obligado en el Camino leonés. Los peregrinos vienen desde el paso anterior que es San Martín del Camino, atraviesan el puente del Paso Honroso y continúan recto, encontrando a su derecha la iglesia de San Juan de los antiguos hospitalarios. En la plaza se encuentran las ruinas del antiguo hospital y en el centro hay un crucero de piedra, símbolo que puede verse a lo largo de todo el Camino de Santiago. El peregrino continúa su marcha hasta cruzar la carretera y llega a una bifurcación. Desde allí encontrará la carretera hacia Astorga que es el siguiente punto importante de la peregrinación.

## Demografía
Cuenta con una población de 956 habitantes (INE 2024).
| Gráfica de evolución demográfica de Hospital de Órbigo entre 1857 y 2021 |
| |
| Población de derecho según los censos de población del INE Población de hecho según los censos de población del INE Entre el censo de 1857 y el anterior aparece este municipio porque se segrega de Villares de Órbigo |

## Comunicaciones

### Carretera
Se encuentra justo en el estratégico cruce de la carretera LE-420, (que une La Bañeza (León) con la autopista A-66 que se dirige a la cornisa cantábrica), y la N-120 que la unen con la capital provincial, León y con Astorga.

### Ferrocarril
Por el municipio discurre la traza del ferrocarril León - Monforte de Lemos.

## Cultura

### Patrimonio

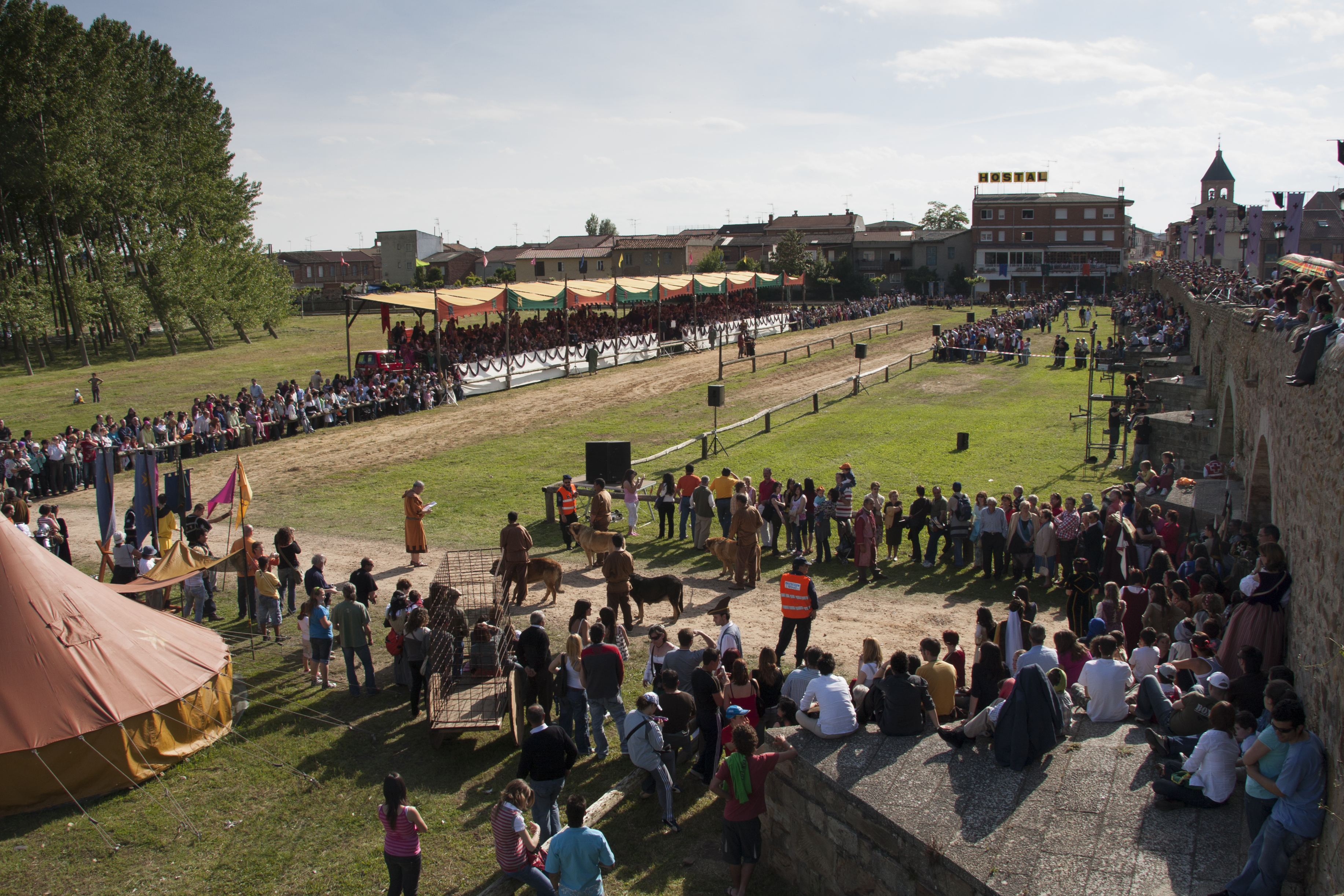
Justas Medievales del Paso Honroso

Puente del Paso honroso: es un puente medieval del siglo XIII, construido sobre el río Órbigo. Parece demasiado grande para lo que es el río pero antes de la construcción del embalse de Barrios de Luna, este río llevaba un gran caudal. Tiene 19 arcos y está bastante bien conservado. Se hicieron restauraciones en distintas épocas. Es monumento nacional desde 1939.
Está enclavado en la antigua calzada romana entre Legio (León) y Asturica Augusta (Astorga).
Su nombre proviene de un famoso torneo que tuvo lugar en el Año Santo Jacobeo de 1434. Desde 1997, el primer fin de semana de junio, Hospital de Órbigo celebra sus justas medievales del paso honroso, en recuerdo de aquella hazaña y como atracción turística declarada Fiesta de interés turístico regional.

### Gastronomía
La trucha del río Órbigo es la estrella de la gastronomía en la ribera.
- Trucha con jamón
- Sopas de trucha
- Trucha escabechada